# Campeonato Brasileiro de Ginástica Rítmica de 2023
O Campeonato Brasileiro de Ginástica Rítmica de 2023 será realizado de 28 a junho a 2 de julho de 2023 no Ginásio Guanandizão, em Campo Grande, Mato Grosso do Sul.

## Programação
Quinta-feira - 29 de junho
Competição Geral Adulto
- 08h00 às 10h30 – Adulto NII (Grupo A) – Arco e Bola
- 10h40 às 13h00 – Adulto NII (Grupo B) – Arco e Bola
- 14h00 às 16h30 – Adulto NII (Grupo C) – Arco e Bola
- 16h40 às 19h10 – Adulto NI (Grupo A) – Arco e Bola
- 19h30 às 22h00 – Adulto NI (Grupo B) – Arco e Bola

Sexta-feira - 30 de junho
Competição Geral Adulto
- 08h30 às 09h45 – Adulto NII (Grupo B) – Maças e Fita
- 09h55 às 11h10 – Adulto NII (Grupo C) – Maças e Fita
- 11h15 às 12h30 – Adulto NII (Grupo A) – Maças e Fita
- 14h00 às 16h30 – Adulto NI (Grupo B) – Maças e Fita
- 16h40 às 19h00 – Adulto NI (Grupo A) – Maças e Fita
- 19h10 às 20h30 – Adulto Elite – Arco e Bola
- 20h40 às 20h50 – Premiação Adulto – Individual Geral NI

Sábado - 1 de julho
Competição Geral Adulto Elite / Final NI e NII
- 08h30 às 09h45 – Adulto NII (Grupo C) – Maças e Fita
- 09h55 às 11h10 – Adulto NII (Grupo A) – Maças e Fita
- 11h15 às 12h30 – Adulto NII (Grupo B) – Maças e Fita
- 12h40 às 12h50 – Premiação Adulto – Individual Geral NII
- 12h50 às 14h20 – Treinamento Escalonado Conjunto Juvenil
- 14h30 às 18h30 – Final Adulto NI e NII
- 19h00 às 20h30 – Adulto Elite – Maças e Fita
- 20h40 às 21h00 – Premiação Adulto Elite – Individual Geral e Finais NI e NII / Premiação por equipe

Domingo - 2 de julho
Competição Final Adulto
- 11h00 às 13h00 – Final Adulto Elite
- 13h15 às 13h30 – Premiação Adulto – Finais Elite

## Medalhistas
| Evento           | Ouro                                                                    | Prata                                                                                                | Bronze |
| ---------------- | ----------------------------------------------------------------------- | --- | --- |
| Equipes          |                                                                         | | |
| Geral            | AGITO Geane SilvaNível I Maria Eduarda AlexandreElite Samara SibinElite | INCESP Luiza TraspadiniNível I Ana Beatriz PassosNível I Nicolly BastosNível II Geovanna SantosElite | Grêmio Náutico União Sophia SilvaNível I Letícia LisboaNível II Vitória GuerraNível II Andressa JardimElite |
| Elite            |                                                                         | | |
| Individual geral | Geovanna Santos INCESP                                                  | Maria Eduarda Alexandre AGITO                                                                        | Emanuelle Rocha Escola de Campeãs                                                                           |
| Arco             | Maria Eduarda Alexandre AGITO                                           | Geovanna Santos INCESP                                                                               | Emanuelle Rocha Escola de Campeãs                                                                           |
| Bola             | Geovanna Santos INCESP                                                  | Maria Eduarda Alexandre AGITO                                                                        | Isadora Oliveira Clube Agir                                                                                 |
| Maças            | Geovanna Santos INCESP                                                  | Maria Eduarda Alexandre AGITO                                                                        | Isadora Oliveira Clube Agir                                                                                 |
| Fita             | Geovanna Santos INCESP                                                  | Samara Sibin AGITO                                                                                   | Emanuelle Rocha Escola de Campeãs                                                                           |
| Adulto Nível I   |                                                                         | | |
| Individual geral | Thainá Santos SERC Santa Maria                                          | Julia Castro ADR Unopar                                                                              | Marianne Santos Clube Esperia                                                                               |
| Arco             | Gabriela Oliveira FAE Osasco                                            | Thainá Santos SERC Santa Maria                                                                       | Julia Castro ADR Unopar                                                                                     |
| Bola             | Thainá Santos SERC Santa Maria                                          | Marianne Santos Clube Esperia                                                                        | Ana Carolina Souza AGIN                                                                                     |
| Maças            | Thainá Santos SERC Santa Maria                                          | Marianne Santos Clube Esperia                                                                        | Victoria Hypolito Colégio São Carlos                                                                        |
| Fita             | Amanda Mafacioli ADIEE                                                  | Natalie Gittelson Clube Esperia                                                                      | Geane Silva AGITO                                                                                           |
| Adulto Nível II  |                                                                         | | |
| Individual geral | Gabriela Rocha Clube Agir                                               | Maryah Mattos CASSAB                                                                                 | Maria Scandian Escola de Campeãs                                                                            |
| Arco             | Maryah Mattos CASSAB                                                    | Maria Scandian Escola de Campeãs                                                                     | Keilla Mariano Club Sportivo Sergipe                                                                        |
| Bola             | Amanda Reis CEGYM                                                       | Isabella Pinheiro CETGYM                                                                             | Ana Laura Girolometto ITP                                                                                   |
| Maças            | Gabriela Rocha Clube Agir                                               | Rafaela Moraes SERC Santa Maria                                                                      | Mariana Paula ITP                                                                                           |
| Fita             | Gabriela Rocha Clube Agir                                               | Maryah Mattos CASSAB                                                                                 | Pamela Weber AGITO                                                                                          |

## Brasileiro "Ilona Peuker"
O Campeonato Brasileiro "Ilona Peuker" de Ginástica Rítmica de 2023 acontecerá de 22 a 26 de novembro de 2023 em Curitiba, Paraná. Nesta competição serão realizadas somente provas de grupos.

### Medalhistas
| Evento            | Ouro | Prata | Bronze |
| ----------------- | ---- | ----- | ------ |
| Geral             |      |       |        |
| 5 arcos           |      |       |        |
| 3 fitas e 2 bolas |      |       |        |